# Futbolista del año en Argentina

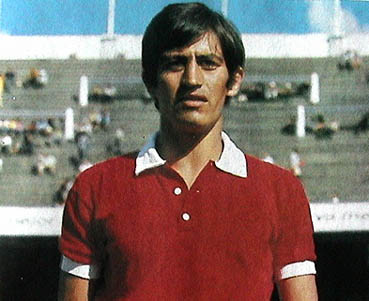
Yazalde fue el primer jugador que ganó el premio.

El premio al Futbolista Argentino del Año (Olimpia de Plata al Mejor Futbolista) es entregado anualmente al mejor jugador argentino elegido por el Círculo de Periodistas Argentinos en el marco de los Premios Olimpia.
Originalmente, el premio se entrega al mejor jugador de nacionalidad argentina del año sin importar si juega en la Primera División de Argentina o en el extranjero, o al mejor futbolista de cualquier nacionalidad que juega en la liga local.[cita requerida] A partir de 2008 se entregan dos primeros: uno para el mejor futbolista local y otro para el mejor argentino en el extranjero.

## Ganadores

### Por año
| Año  | Futbolista             | Club                                         |
| ---- | ---------------------- | -------------------------------------------- |
| 1970 | Héctor Yazalde         | CA Independiente                             |
| 1971 | José Omar Pastoriza    | CA Independiente                             |
| 1972 | Ángel Bargas           | CA Chacarita Juniors                         |
| 1973 | Miguel Ángel Brindisi  | CA Huracán                                   |
| 1974 | Miguel Ángel Raimondo  | CA Independiente                             |
| 1975 | Héctor Scotta          | San Lorenzo de Almagro                       |
| 1976 | Daniel Passarella      | CA River Plate                               |
| 1977 | Ubaldo Fillol          | CA River Plate                               |
| 1978 | Mario Kempes           | Valencia CF                                  |
| 1979 | Diego Maradona         | AA Argentinos Juniors                        |
| 1980 | Diego Maradona         | AA Argentinos Juniors                        |
| 1981 | Diego Maradona         | CA Boca Juniors                              |
| 1982 | Hugo Orlando Gatti     | CA Boca Juniors                              |
| 1983 | Ricardo Bochini        | CA Independiente                             |
| 1984 | Alberto Márcico        | C. Ferro Carril Oeste                        |
| 1985 | Enzo Francescoli       | CA River Plate                               |
| 1986 | Diego Maradona         | SSC Napoli                                   |
| 1987 | Néstor Fabbri          | Racing Club                                  |
| 1988 | Rubén Paz              | Racing Club                                  |
| 1989 | Carlos Alfaro Moreno   | CA Independiente                             |
| 1990 | Sergio Goycochea       | Millonarios FC Racing Club                   |
| 1991 | Oscar Ruggeri          | CA Vélez Sarsfield                           |
| 1992 | Luis Islas             | CA Independiente                             |
| 1993 | Ramón Medina Bello     | CA River Plate                               |
| 1994 | Carlos Navarro Montoya | CA Boca Juniors                              |
| 1995 | Enzo Francescoli       | CA River Plate                               |
| 1996 | José Luis Chilavert    | CA Vélez Sarsfield                           |
| 1997 | Marcelo Salas          | CA River Plate                               |
| 1998 | Gabriel Batistuta      | ACF Fiorentina                               |
| 1999 | Javier Saviola         | CA River Plate                               |
| 2000 | Juan Román Riquelme    | CA Boca Juniors                              |
| 2001 | Juan Román Riquelme    | CA Boca Juniors                              |
| 2002 | Gabriel Milito         | CA Independiente                             |
| 2003 | Carlos Tévez           | CA Boca Juniors                              |
| 2004 | Carlos Tévez           | CA Boca Juniors                              |
| 2005 | Lionel Messi           | F. C. Barcelona                              |
| 2006 | Juan Sebastián Verón   | Internazionale FC C. Estudiantes de La Plata |
| 2007 | Lionel Messi           | F. C. Barcelona                              |
| 2008 | Juan Román Riquelme    | CA Boca Juniors                              |
| 2008 | Lionel Messi           | F. C. Barcelona                              |
| 2009 | Juan Sebastián Verón   | C. Estudiantes de La Plata                   |
| 2009 | Lionel Messi           | F. C. Barcelona                              |
| 2010 | Juan Manuel Martínez   | CA Vélez Sarsfield                           |
| 2010 | Lionel Messi           | F. C. Barcelona                              |
| 2011 | Juan Román Riquelme    | CA Boca Juniors                              |
| 2011 | Lionel Messi           | F. C. Barcelona                              |
| 2012 | Lisandro López         | Arsenal FC                                   |
| 2012 | Lionel Messi           | F. C. Barcelona                              |
| 2013 | Maxi Rodríguez         | CA Newell's Old Boys                         |
| 2013 | Lionel Messi           | F. C. Barcelona                              |
| 2014 | Lucas Pratto           | CA Vélez Sarsfield                           |
| 2014 | Ángel Di María         | Real Madrid C. F. Manchester United F. C.    |
| 2015 | Marco Ruben            | Rosario Central                              |
| 2015 | Lionel Messi           | F. C. Barcelona                              |
| 2016 | Fernando Belluschi     | San Lorenzo de Almagro                       |
| 2016 | Lionel Messi           | F. C. Barcelona                              |
| 2017 | Darío Benedetto        | CA Boca Juniors                              |
| 2017 | Lionel Messi           | F. C. Barcelona                              |
| 2018 | Gonzalo Martínez       | CA River Plate                               |
| 2019 | Lionel Messi           | F. C. Barcelona                              |
| 2020 | Lionel Messi           | F. C. Barcelona                              |
| 2021 | Lionel Messi           | PSG                                          |
| 2022 | Lionel Messi           | PSG                                          |
| 2023 | Lionel Messi           | Inter Miami                                  |
| 2024 | Emiliano Martínez      | Aston Villa                                  |

### Más premios recibidos
| Futbolista             | Premios |
| ---------------------- | ------- |
| Lionel Messi           | 16      |
| Juan Román Riquelme    | 4       |
| Diego Armando Maradona | 4       |
| Juan Sebastián Verón   | 2       |
| Carlos Tévez           | 2       |
| Enzo Francescoli       | 2       |

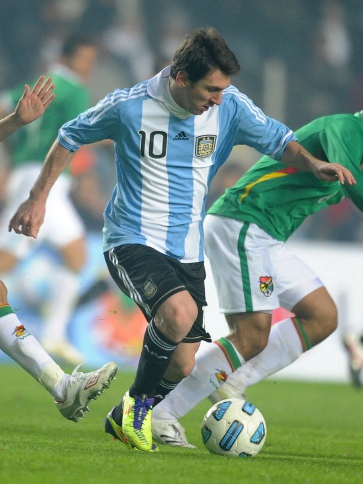
Lionel Messi, el más laureado

- Nota: en negrita los jugadores aun activos.

### Por club
| Club                       | Premios |
| -------------------------- | ------- |
| F. C. Barcelona            | 13      |
| CA Boca Juniors            | 10      |
| CA River Plate             | 9       |
| CA Independiente           | 7       |
| CA Vélez Sársfield         | 4       |
| Racing Club                | 3       |
| San Lorenzo de Almagro     | 2       |
| AA Argentinos Juniors      | 2       |
| C. Estudiantes de La Plata | 2       |
| PSG                        | 2       |
| CA Chacarita Juniors       | 1       |
| CA Huracán                 | 1       |
| Valencia CF                | 1       |
| C. Ferro Carril Oeste      | 1       |
| SSC Nápoli                 | 1       |
| Millonarios FC             | 1       |
| ACF Fiorentina             | 1       |
| Internazionale FC          | 1       |
| Arsenal FC                 | 1       |
| Newell's Old Boys          | 1       |
| Real Madrid C. F.          | 1       |
| Manchester United F. C.    | 1       |
| Rosario Central            | 1       |
| Inter Miami                | 1       |
| Aston Villa                | 1       |